# Causa por Memorandum Argentina-Catar
La causa por Memorándum Argentina-Catar es una causa judicial argentina, a raíz de la firma de un memorándum de entendimiento con Catar. La causa está a cargo del juez Rafecas y de la fiscal Paloma Ochoa, por el acuerdo por 1300 millones de dólares. En la causa se encuentran imputados el presidente argentino Mauricio Macri, la vicepresidente Gabriela Michetti, el extitular del Fondo de Garantía de sustentabilidad de la Anses, Luis María Blaquier; la canciller Susana Malcorra; el titular de la Anses, Emilio Basavilbaso; el secretario de Presidencia Mario Quintana; el presidente de YPF, Miguel Gutiérrez; el director general de Relaciones Internacionales del Senado, José Ortiz Amaya; la embajadora argentina en Doha, Rossana Cecilia Surballey; y el extenista Gastón Gaudio por los delitos de estafas y defraudaciones, administración fraudulenta, y negociaciones incompatibles con el ejercicio de funciones públicas.
El pacto fue firmado de forma secreta, con cláusulas de confidencialidad por las cuales se excluía al poder legislativo de su control.

## Firma del Memorandum
El 6 de noviembre de ese año la vicepresidenta argentina Gabriela Michetti y el ministro de economía catarí Ahmed bin Jassim Al Thani firmaron en Catar un acuerdo para crear un fondo argentino-catarí por mil millones de dólares estadounidenses para obras. El 6 de noviembre el director del FGS, Luis María Blaquier, puso la firma para el "Memorandum Of Understanding (MOU)"realizado por la Gabriela Michetti junto al CEO de QIA, el Sheikh Abdullah bin Mohammed bin Saud Al Thani, en una sala del hotel Shangri-La. De la comitiva formaron parte la propia Michetti; el asesor del Presidente en Inversión Extranjera, Horacio Reyser; el director general de Relaciones Internacionales del Senado, José Ortiz Amaya, y la embajadora argentina en Doha, Rossana Cecilia Surballe.
El 30 de diciembre de 2016 el presidente Mauricio Macri y Gabriela Michetti, así como otros funcionarios del gobierno argentino, fueron imputados por la fiscal Paloma Ochoa por la eventual comisión de los delitos de otorgamiento de actos irregulares o indebidos, estafas y defraudaciones (artículo 174 inciso 5 del Código Penal), administración fraudulenta (artículo 173 inciso 7º del Código Penal) y negociaciones incompatibles con el ejercicio de funciones públicas (artículo 265 del Código Penal) en perjuicio al erario público, como partícipes de la firma del Memorándum con Catar de noviembre de 2016, creando un fondo de inversión por 1.300 millones de dólares estadounidenses, con una «estructura offshore», para la administración del Fondo de Garantía de Sustentabilidad de la ANSES. El juez que dirige la investigación es Daniel Rafecas.
Según consta en la causa desde el 28 de julio, cuando Mauricio Macri recibió al emir de ese país, Sheik Tamin bin Hamad Al Thani, hasta el domingo 6 de noviembre, momento en el que se firmó el acuerdo, hubo correos de Estado que se compartieron a empresarios privados. Y estos, con la información privilegiada, habrían firmado contratos millonarios con Catar Investment Authority (QIA) para ser “consejero local” del fondo de mil millones de dólares que se acordó con el Fondo de Garantía de Sustentabilidad (FGS). El memorándum causó controversias por las denuncias de patrocinio del terorrismo por parte de Catar.
Al hacerse pública la noticia Luis María Blaquier, uno de los funcionarios del gobierno nacional que firmó el Memorándum renunció a su cargo al frente del Fondo de Garantía de Sustentabilidad de la ANSES. Era el hijo de Carlos Pedro Blaquier dueño de Ledesma y uno de los empresarios más ricos del país, investigado por crímenes de lesa humanidad durante el Proceso. También en esa fecha se conoció los lazos entre la primera dama y su hermana Claudia Zoraida Awada, que son las socias de la compañía que trabaja en el rubro inmobiliario.

## Denuncia
En diciembre de 2016 el titular de la Fundación por la Paz y el Cambio Climático, Fernando Míguez, presentó una denuncia para que se investigue el caso por los presuntos delitos de otorgamiento de actos irregulares o indebidos, estafas y defraudaciones, administración fraudulenta, y negociaciones incompatibles con el ejercicio de funciones públicas. Según consta en la denuncia el acuerdo es secreto y que no contempla el pago de impuestos, que no se conoce la cantidad de dinero que aportará Argentina ni por qué se deben tomar fondos del Anses y que se omitió darle intervención al Ministerio de Economía de la Nación y al Banco Central de la República Argentina (BCRA).
También que en el caso se prevé la creación de sociedades off shore y la participación de un gerente extranjero para canalizar el dinero.
La Justicia imputó por defraudación a la administración pública a Mauricio Macri, Gabriela Michetti, la canciller, Susana Malcorra, el extenista Gastón Gaudio. La denuncia penal que realizó el 29 de noviembre Fernando Míguez, de la Fundación por la Paz y el Cambio Climático, la causa quedó radicada en el Juzgado Federal Criminal y Correccional 3, de Daniel Rafecas.
La jsuticia solicitó indagar si cometieron algún ilícito a Mauricio Macri, Gabriela Michetti, Susana Malcorra, Emilio Basavilbaso, Luis María Blaquier, Horacio Reyser, Mario Quintana (coordinador económico de Jefatura de Gabinete), Carlos Fordari (ex vicecanciller), José Ortiz Amaya (director general de Relaciones Internacionales del Senado del PRO), Rossana Cecilia Surballe (embajadora argentina en Doha), Miguel Ángel Gutiérrez (presidente de YPF) el extenista Gastón Gaudio. También fueron imputados el emir catarí Tamin Bin Hamad Al Thani y el director ejecutivo de la Autoridad de Inversión de Catar (QIA), Abdullah Bin Mohammed Bin Saud al Thani.
Finalmente la Fiscal Paloma Ocho determinó que deberá investigarse a los funcionarios públicos que debiendo velar por el cumplimiento de las leyes nacionales y el resguardo del patrimonio público hayan convenido expresamente en un instrumento internacional, transferir a través de una plataforma offshore recursos públicos provenientes del Fondo de Garantía de Sustentabilidad (FGS) hacia un paraíso fiscal".
El intermediario entre el Gobierno y Catar Diego Nicolás Rosendi mantiene vínculos comerciales con Juliana Awada
El empresario participó en las negociaciones por el fondo de inversión catarí. Rosendi mantiene U$S 7,6 millones en paraísos fiscales y al mismo tiempo pagaba expensas de las casas de un country a Juliana Awada. Finalmente se requirió que la investigación involucre también a Rosendi por las figuras de abuso de autoridad, malversación de caudales públicos, cohecho y tráfico de influencias y violación de secretos.
El empresario participó en las negociaciones por el fondo de inversión catarí. Rosendi mantiene U$S 7,6 millones en paraísos fiscales y al mismo tiempo pagaba expensas de las casas de un country a Juliana Awada. Finalmente se requirió que la investigación involucre también a Rosendi por las figuras de abuso de autoridad, malversación de caudales públicos, cohecho y tráfico de influencias y violación de secretos.
Al hacerse pública la noticia Luis María Blaquier, uno de los funcionarios del gobierno nacional que firmó el Memorándum renunció a su cargo al frente del Fondo de Garantía de Sustentabilidad de la ANSES. Era el hijo de Carlos Pedro Blaquier dueño de Ledesma y uno de los empresarios más ricos del país, investigado por crímenes de lesa humanidad durante el Proceso. También en esa fecha se conoció los lazos entre la primera dama y su hermana Claudia Zoraida Awada, que son las socias de la compañía que trabaja en el rubro inmobiliario con Nicolás Rosendi.

## Desestimación de la Causa
La causa fue desestimada por inexistencia de delito, el 28 de marzo de 2017 por el titular del Juzgado Nacional en lo Criminal y Correccional Federal nro. 3, Dr. Daniel Rafecas. En la Sentencia del Juzgado Nacional el juez sostiene que "la firma del “Memorándum de Entendimiento” no implicó perjuicio alguno para el erario público y que de por sí, no trae aparejadas obligaciones vinculantes al Estado Nacional. El dictamen menciona todas las formulaciones de denuncia, y el Juez afirma que: "En definitiva, de la lectura del mismo, puede señalarse que dicho Memorándum no refleja otra cosa que una expresión de voluntades de dos organismos estatales, uno de la  República Argentina y el otro del  Emirato de Catar, mediante el cual acuerdan continuar con una serie de conversaciones y negociaciones"[cita requerida]